# Oberhofen im Inntal
Oberhofen im Inntal je obec v Rakousku ve spolkové zemi Tyrolsko v okrese Innsbruck-venkov. Žije zde přibližně 1 900 obyvatel.

## Geografie
Oberhofen se nachází na jižní straně údolí Oberinntalu, nedaleko Telfsu. Obec se zvedá z 600 m n. m. vysokého údolí Inntal na severu, nejprve zalesněné a poté přes alpské pastviny na jih. Nejvyšším bodem je hora Rietzer Grieskogel (2884 m n. m.). Obec má rozlohu 18,6 km²  z nichž 41 % tvoří lesy, 27 % vysokohorské pastviny a 17,5 % je využíváno pro zemědělství. Z celkové rozlohy obce je 24 % území obydleno.
Oberhofen si dokázal zachovat svůj vesnický charakter. Obzvláště atraktivní jsou domy seřazené podél starého, dnes regulovaného břehu řeky Inn na severním okraji centra obce.

### Sousední obce
|                    | Telfs              |           |
| Pfaffenhofen       |                    | Flaurling |
| Rietz (okres Imst) | Stams (okres Imst) |           |

## Historie
Podle archeologických nálezů byla oblast osídlena na konci doby kamenné a v době bronzové. První písemná zmínka o obci pochází z roku 799, kde je uváděna jako Oparinhof, který daroval šlechtic Gaio klášteru Schlehdorf v Bavorsku. Jako Oberenhouen je poprvé uvedeno v letech 1115–1122 u příležitosti převodu tamního majetku ve prospěch kláštera Rottenbuch.
V roce 1177 je v papežské konfirmační bule Alexandra III. pro kanonický klášter Neustift u Brixenu zmiňována kaple ke cti svatého Mikuláše; z církevního hlediska patřil Oberhofen k původní farnosti Pfaffenhofen-Flaurling (diecéze Brixen).
V roce 1313 vytvořily Oberhofen a Pfaffenhofen společnou daňovou farnost s 90 poplatníky. Oberhofen byl následně po mnoho staletí spojen s Pfaffenhofenem prostřednictvím hradu Hertenberg.
Farní kostel svatého Mikuláše byl vysvěcen v roce 1745 po několika letech výstavby. V roce 1773 bylo Oberhofenu uděleno mešní beneficium, v roce 1844 se stal farní kuracií a v roce 1786 se Oberhofen stal samostatnou farností, když se oddělil od farnosti Pfaffenhofen.

## Znak
Blason: pod červenou hlavou v bílém poli modrý vydutý hrot.
Znak byl obci udělen v roce 1973.Vychází z erbu bavorského kláštera Schlehdorf a odkazuje tak na nejstarší zmínku z roku 799 n. l.